# Машино (Тверская область)
Машино — деревня в Краснохолмском районе Тверской области. Относится к Барбинскому сельскому поселению.
Находится в 13 км к юго-западу от районного центра города Красный Холм.

## Население
| год           | 1859 | 1887 | 1997 | 2002 | 2010 |
| ------------- | ---- | ---- | ---- | ---- | ---- |
| число жителей | 233  | 282  | 92   | 70   | 57   |

## История
Во второй половине XIX — начале XX века деревня Машино относилась к Лобневскому приходу Могочской волости Бежецкого уезда Тверской губернии. В 1887 году в деревне 49 дворов, 282 жителя.